# صفوة الزبد
صَفْوَةُ الزُّبَدِ للإمام أحمد بن الحسين بن علي بن أرسلان الرملي (753-844هـ) منظومة ألفيّة فقهية شهيرة، تعد أشهر منظومة في الفقه عند الشافعية. نظم فيها المؤلف كتاب «الزبد فيما عليه المعتمد» للإمام ابن البارزي (ت 738هـ)، وأضاف إلى أولها مقدمة في أصول الدين، وإلى آخرها خاتمة في علم التصوف.

## شروح المنظومة
شُرحت المنظومة كثيراً في كتب متعددة، أشهرها:
1. «فتح الرحمن بشرح زبد ابن رسلان» لشهاب الدين الرملي (ت 957هـ).[2]
2. «مواهب الصمد في حل ألفاظ الزبد» لشهاب الدين أحمد بن حجازي الفشني (ت 978هـ).
3. «غاية البيان شرح زبد ابن رسلان» لشمس الدين الرملي (ت 1004هـ).[3]
4. شرح محمد عبد الرؤوف المناوي (ت 1031هـ).
5. «إفادة السادة العمد بتقرير معاني نظم الزبد» للسيد محمد بن أحمد بن عبد الباري الأهدل التهامي الشافعي (1241-1289هـ).[4]
6. حاشية أحمد زيني دحلان (ت 1304هـ).

## محتوى الكتاب
- خطبة المنظومة
- مقدمة في أصول الدين
- كتاب الطهارة
- باب النجاسة
- باب الآنية
- باب السِواك
- باب الوضوء
- باب المَسحِ على الخُفين
- باب الاستنجاء
- باب الغُسل
- باب التَّيمُّم
- باب الحيض
- كتاب الصلاة
- باب أركان الصلاة
- باب سجود السهو
- باب صلاة الجماعة
- باب صلاة المسافر
- باب صلاة الخوف
- باب صلاة الجُمُعة
- باب صلاة العيدين
- باب صلاة الكسوف والخسوف
- باب صلاة الاستسقاء
- كتاب الجنائز
- كتاب الزكاة
- باب زكاة الفِطر
- باب قسم الصدقات
- كتاب الصيام
- باب الاعتكاف
- كتاب الحج
- باب محرمات الاحرام
- كتاب البيع
- باب السَّلم
- باب الرَّهن
- باب الحجر
- باب الصُلح
- باب الحِوالة
- باب الضَّمان
- باب الشركة
- باب الوكالة
- باب الإقرار
- باب العارية
- باب الغَصبْ
- باب الشُّفعة
- باب القِراض
- باب المُسَاقاة
- باب الإجارة
- باب الجُعَآلة
- باب إحياء المَوَات
- باب الوقف
- باب الهِبَة
- باب اللقطة
- باب اللقيط
- باب الوديعة
- كتاب الفرائض
- باب الوصية
- باب الإيصاء
- كتاب النكاح
- باب الصداق
- باب الوليمة
- باب القَسم والنُّشوز
- باب الخُلع
- باب الطلاق
- باب الرَّجعة
- باب الإيلاء
- باب الظهار
- باب الِّلعان
- باب العِدَّة
- باب الاستِبراء
- باب الرَّضاع
- باب النفقات
- باب الحَضانة
- كتاب الجنايات
- باب دعوى القتل
- باب البُغاة
- باب الرِّدة
- باب حد الزنا
- باب حد القذف
- باب حد السرقة
- باب حد قاطع الطريق
- باب حد الخمر
- باب الصيال
- كتاب الجهاد
- باب قسم الفيء والغنيمة
- باب الجِزية
- كتاب الصيد والذبائح
- باب الأُضحية
- باب العقيقة
- باب الأطعِمة
- باب المسابقة
- باب الأيمان
- باب النَّذر
- كتاب القضاء
- باب القِسمة
- باب الشَّهادات
- باب الدعاوَى البيِّنات
- كتاب العِتق
- باب التدبير
- باب الكتابة
- باب أمَّهات الأولاد
- خاتمة في علم التصوف